# Nyctobrya canaria
Nyctobrya canaria is een vlinder uit de familie uilen (Noctuidae). De wetenschappelijke naam is voor het eerst geldig gepubliceerd in 1889 door Alpheraky.
De soort komt voor in Europa.